# Syndikale Strijdkomitees
De Syndikale Strijdkomitees (SSK’s) waren een vorm van illegale communistische vakbondscomité's, tijdens de Duitse Bezetting van België, als onderdeel van het Onafhankelijkheidsfront, dat een belangrijke rol speelde binnen het Belgische verzet. 

## Geschiedenis
Ze werden opgericht vanaf 1942 met als doel de sociale strijd vorm te geven. Hun machtsbastions bevonden zich voornamelijk in Luik en Brussel.
De aanleiding van de oprichting van deze SSK’s lag in een staking op 10 mei 1941, precies een jaar na de Duitse inval, van de metaalarbeiders van Cockerill Seraing. De KPB sloot zich aan bij de staking en Julien Lahaut leidde een stakersdelegatie naar Brussel. Na het succes van de staking – enkele weken later kwam er immers een algemene loonsverhoging van 8 procent – riep de KPB op tot de oprichting van de SSK's. 
Eind 1943 sloten de SSK's uit de Luikse metaalindustrie zich aan bij de Mouvement Syndical Unifié (MSU) van André Renard. Na de bevrijding werden de overige SSK’s regionaal en nationaal samengevoegd tot het Belgisch Verbond der Eenheidssyndicaten (BVES), dat 165.968 leden telde en dat in 1945 zou opgaan in het ABVV.